# Duncan Henderson
Duncan S. Henderson (ur. 1949 lub 1950 w Culver City, zm. 21 czerwca 2022) – amerykański producent. W 2004 roku nominowany do Oscara i Nagrody BAFTA za film Pan i władca: Na krańcu świata.

## Filmografia

### Aktor
- 1991:  Za wcześnie umierać (Dying Young)

### Producent
- 2010:  Niepokonani (The Way Back)
- 2006:  Posejdon (Poseidon)
- 2003:  Pan i władca: Na krańcu świata (Master and Commander: The Far Side Of The World)

### Producent wykonawczy
- 2001:  Harry Potter i Kamień Filozoficzny (Harry Potter and the Sorcerer's Stone)
- 2000:  Gniew oceanu (The Perfect Storm)
- 1999:  Piekielna głębia (Deep Blue Sea)
- 1995:  Epidemia (Outbreak)
- 1992:  Kevin sam w Nowym Jorku (Home Alone 2: Lost in New York)

## Nagrody
- 2004 - nominacja do Oscara dla najlepszego filmu za Pan i władca: Na krańcu świata
- 2004 - nominacja do Nagrody BAFTA dla najlepszego filmu za Pan i władca: Na krańcu świata